# Margaret Ng
Pour les articles homonymes, voir NG.
Margaret Ng Ngoi-yee (吳靄儀), née le 25 janvier 1948, est une journaliste, barrister et femme politique hongkongaise, membre du groupe pro-démocratie au Conseil législatif de Hong Kong de 1995 à 2012.
En raison de ses positions politiques, elle est sous le coup d'une interdiction de se rendre en Chine continentale.
En avril 2021, Margaret Ng est reconnue coupable d'avoir participé à l'organisation d'une manifestation non autorisée du camp pro-démocratie en 2019. Elle reçoit une peine avec sursis.
En décembre 2021, Margaret Ng, membre du conseil d'administration du média pro-démocratie en ligne Stand News (en), est arrêtée ainsi que six autres personnes proches de Stand News par la police de Hong Kong et accusée par le régime chinois de « publication séditieuse »,.
En août 2023, sa condamnation (ainsi que celles de Lee Cheuk-yan (en), Jimmy Lai, Leung Kwok-hung, Cyd Ho (en), Albert Ho et Martin Lee) d'avril 2021 pour organisation d'une manifestation non autorisée est annulée par la Cour d'appel (en). Sa condamnation pour participation à la manifestation est maintenue.